# Magyarkályán
Magyarkályán (románul Căianu) falu Romániában, Kolozs megyében, az azonos nevű község központja.

## Fekvése
Kolozsvártól keletre, Mocstól délnyugatra fekvő település.

## Története
Első írásos említése 1326-ból maradt fenn villa Kalyán néven, mini a Kályáni nemesek birtoka.
További névváltozatai: utraque Kályán (1457), Magiar Kályán (1652).
1516-ban p. Magyarkallyan, Olahkallyan birtokosai a Kályáni, Kályáni Nagy, Suki, Pongrácz, Suki Erdélyi, Geszti, Sándorházi, Sándorházi Porkoláb, Ombozi ~ Ombozi Kisfaludi, Rődi Cseh családok voltak birtokosai.
A trianoni békeszerződés előtt Kolozs vármegye Mocsi járásához tartozott.
1850-ben 1984 lakosából 1409 román, 498 magyar és 68 roma volt. 1992-ben a nemzetiségi összetétel a következőképpen alakult: 1543 román, 1129 magyar és 26 roma.